# Lengshuitan
Lengshuitan är ett stadsdistrikt och säte för stadsfullmäktige i Yongzhou i Hunan-provinsen i södra Kina.